# 密室
密室（みっしつ、英語：Locked Room）とは、密閉された部屋のことである。密閉と言っても空気を遮断しているという意味ではなく（その場合には気密室などと言う）、外部から人が侵入出来ないという意味である。ただし、出入口がないわけではない。密室が問題になるのは、中に誰かがいるからであり、その人がそこにいるためには、どこからか入らなくてはいけないからである。従って、最初の入室時には出入り口があったのだが、なんらかの事情があってそれが閉ざされ、誰も入れなくなったのである。入れなくなった事情は様々で、鍵がかかっていた、外から監視されていた等に始まって、雪崩により閉ざされた、溶接された等も含む。特定の時間にその部屋が密室であり、従って侵入できないことが明らかになれば、いわゆるアリバイとなる。この点に注目したのが、「密室殺人」「密室もの」と呼ばれる推理小説の1ジャンルである。
密室という言葉にはもう1つの意味がある。秘密の部屋、他人に知られないようにした部屋という意味である。推理小説やサスペンスドラマの流行により第1の語義が一般化するにつれ、この第2の語義はあまり使われないようになった。とはいえ、転義して形容詞的なかたちでは、「密室政治」、「密室会議」といった表現において現在も広く使われている。この場合は、誰の介入も許さずに勝手に事を進めること、といった意味である。